# Фінал Кубка Стенлі 2020

Логотип фіналу

Фінал Кубка Стенлі 2020 (англ. Stanley Cup Finals) — 127-й загалом фінал Кубка Стенлі та сезону 2019–2020 у НХЛ між «Даллас Старс» та «Тампа-Бей Лайтнінг».
У незавершеному регулярному чемпіонаті «Даллас Старс» фінішували четвертими в Західній конференції набравши 82 очка. А «Тампа-Бей Лайтнінг» фінішували другими в Східній конференції набравши 92 очка.
Через пандемію COVID-19 всі матчі серії орієнтовно будуть проходити без глядачів на трибунах Роджер Плейс арени, що в Едмонтоні. Серія розпочалась 19 вересня, і тривала до 28 вересня 2020 року.
У зв'язку з пандемією COVID-19, НХЛ ухвалила рішення про припинення проведення регулярного сезону, починаючи з 12 березня 2020 року. Згодом було створену спеціальну систему плей-оф, яка, починаючи з 1 серпня, проводиться в двох нейтральних містах хабах (Едмонтон та Торонто). Це була перша серія фіналу Кубка Стенлі з 1928 року, яка проводилася повністю в одному місці, і перша з 1989 року, яка була повністю зіграна в Канаді.
У фінальній серії перемогу здобули «Тампа-Бей Лайтнінг» 4:2. Приз Кона Сміта (найкращого гравця фінальної серії) отримав захисник «Лайтнінг» Віктор Гедман.

## Шлях до фіналу
| Західна конференція     |          |                    |                   |                                        |
| Стадія                  | Суперник | Суперник           | Загальний рахунок | Результати матчів                      |
| Чвертьфінал конференції | 6        | Калгарі Флеймс     | 4 : 2             | 2:3, 5:4, 0:2, 5:4 (ОТ), 2:1, 7:3      |
| Півфінал конференції    | 2        | Колорадо Аваланч   | 4 : 3             | 5:3, 5:2, 4:6, 5:4, 3:6, 1:4, 5:4 (ОТ) |
| Фінал конференції       | 1        | Вегас Голден Найтс | 4 : 1             | 1:0, 0:3, 3:2 (ОТ), 2:1, 3:2 (ОТ)      |

| Східна конференція      |          |                      |                   |                                         |
| Стадія                  | Суперник | Суперник             | Загальний рахунок | Результати матчів                       |
| Чвертьфінал конференції | 7        | Колумбус Блю-Джекетс | 4 : 1             | 3:2 (5ОТ), 1:3, 3:2, 2:1, 5:4 (ОТ)      |
| Півфінал конференції    | 4        | Бостон Брюїнс        | 4 : 1             | 2:3, 4:3 (ОТ), 7:1, 3:1, 3:2 (2ОТ)      |
| Фінал конференції       | 6        | Нью-Йорк Айлендерс   | 4 : 2             | 8:2, 2:1, 3:5, 4:1, 1:2 (2ОТ), 2:1 (ОТ) |

## Арена
| Едмонтон                                                        |
| --------------------------------------------------------------- |
| Роджер Плейс                                                    |
| Місткість: 18 347                                               |
| Роджер Плейсclass=notpageimage\| Арена фіналу Кубка Стенлі 2020 |

## Серія
Весь час вказано в EDT (UTC−4)
| 19 вересня 2020 19:30 | Даллас Старс | 4 : 1 (1:1, 2:0, 1:0) | Тампа-Бей Лайтнінг | Роджер Плейс, Едмонтон |

| Протокол                                                                                    | Протокол      | Протокол          | Протокол            | Протокол |
| ------------------------------------------------------------------------------------------- | ------------- | ----------------- | ------------------- | -------- |
|                                                                                             | Антон Худобін | Голкіпери         | Андрій Василевський |          |
| Джоел Генлі (05:40) Джеймі Олексяк (32:30) Йоіль Ківіранта (39:32) Джейсон Дікінсон (58:42) |               | Янні Гурд (12:32) |                     |          |
| 16 хв.                                                                                      | Вилучення     | 8 хв.             |                     |          |
| 20                                                                                          | Кидки         | 36                |                     |          |

| 21 вересня 2020 20:00 | Даллас Старс | 2 : 3 (0:3, 1:0, 1:0) | Тампа-Бей Лайтнінг | Роджер Плейс, Едмонтон |

| Протокол                                    | Протокол      | Протокол                                                             | Протокол            | Протокол |
| ------------------------------------------- | ------------- | -------------------------------------------------------------------- | ------------------- | -------- |
|                                             | Антон Худобін | Голкіпери                                                            | Андрій Василевський |          |
| Джо Павелскі (34:43) Маттіас Янмарк (45:27) |               | Брейден Пойнт (11:23) Ондржей Палат (14:22) Кевін Шаттенкірк (15:16) |                     |          |
| 12 хв.                                      | Вилучення     | 14 хв.                                                               |                     |          |
| 29                                          | Кидки         | 31                                                                   |                     |          |

| 23 вересня 2020 20:00 | Тампа-Бей Лайтнінг | 5 : 2 (2:1, 2:0, 0:1) | Даллас Старс | Роджер Плейс, Едмонтон |

| Протокол | Протокол            | Протокол                                        | Протокол                                                      | Протокол |
| --- | ------------------- | ----------------------------------------------- | ------------------------------------------------------------- | -------- |
| | Андрій Василевський | Голкіпери                                       | Антон Худобін — (00:00-40:00) Джейк Оттінджер — (40:00-60:00) |          |
| Кучеров Микита (05:33) Стівен Стемкос (06:58) Віктор Гедман (20:54) Брейден Пойнт (32:02) Ондржей Палат (38:55) |                     | Джейсон Дікінсон (11:19) Міро Хейсканен (46:49) |                                                               |          |
| 36 хв. | Вилучення           | 26 хв.                                          |                                                               |          |
| 32 | Кидки               | 24                                              |                                                               |          |

| 25 вересня 2020 20:00 | Тампа-Бей Лайтнінг | 5 : 4 (ОТ) (1:2, 2:1, 1:1, 1:0) | Даллас Старс | Роджер Плейс, Едмонтон |

| Протокол | Протокол            | Протокол                                                                           | Протокол      | Протокол |
| --- | ------------------- | ---------------------------------------------------------------------------------- | ------------- | -------- |
| | Андрій Василевський | Голкіпери                                                                          | Антон Худобін |          |
| Брейден Пойнт (19:27) Брейден Пойнт (22:08) Янні Гурд (38:54) Алекс Кіллорн (46:41) Кевін Шаттенкірк (66:34) |                     | Йон Клінгберг (07:17) Джо Павелскі (18:28) Корі Перрі (28:26) Джо Павелскі (51:35) |               |          |
| 8 хв. | Вилучення           | 10 хв.                                                                             |               |          |
| 35 | Кидки               | 30                                                                                 |               |          |

| 26 вересня 2020 20:00 | Даллас Старс | 3 : 2 (2ОТ) (1:0, 0:1, 1:1, 0:0, 1:0) | Тампа-Бей Лайтнінг | Роджер Плейс, Едмонтон |

| Протокол                                                   | Протокол      | Протокол                                       | Протокол            | Протокол |
| ---------------------------------------------------------- | ------------- | ---------------------------------------------- | ------------------- | -------- |
|                                                            | Антон Худобін | Голкіпери                                      | Андрій Василевський |          |
| Корі Перрі (17:52) Джо Павелскі (53:15) Корі Перрі (89:23) |               | Ондржей Палат (24:37) Михайло Сергачов (43:38) |                     |          |
| 2 хв.                                                      | Вилучення     | 4 хв.                                          |                     |          |
| 33                                                         | Кидки         | 41                                             |                     |          |

| 28 вересня 2020 20:00 | Тампа-Бей Лайтнінг | 2 : 0 (1:0, 1:0, 0:0) | Даллас Старс | Роджер Плейс, Едмонтон |

| Протокол                                    | Протокол            | Протокол  | Протокол      | Протокол |
| ------------------------------------------- | ------------------- | --------- | ------------- | -------- |
|                                             | Андрій Василевський | Голкіпери | Антон Худобін |          |
| Брейден Пойнт (12:23) Блейк Коулмен (27:01) |                     |           |               |          |
| 6 хв.                                       | Вилучення           | 6 хв.     |               |          |
| 29                                          | Кидки               | 22        |               |          |

| Володар Кубка Стенлі 2020       |
| ------------------------------- |
| Тампа-Бей Лайтнінг другий титул |

## Володарі Кубка Стенлі
| Володарі Кубка Стенлі Тампа-Бей Лайтнінг | Воротарі: Андрій Василевський, Кертіс Макелінні Захисники: Люк Шенн, Кевін Шаттенкірк, Зак Богосян, Раєн Мак-Донаф, Ян Рутта, Брейдон Коберн, Віктор Гедман, Ерік Чернак, Михайло Сергачов Нападники: Барклай Гудров, Патрік Марун, Микита Кучеров, Янні Гурд, Ондржей Палат, Картер Вергейдж, Олександр Волков, Ентоні Сіреллі, Блейк Коулмен, Тайлер Джонсон, Алекс Кіллорн, Седрік Пакетт, Брейден Пойнт, Стівен Стемкос (К), Мітчелл Стефенс Головний тренер: Джон Купер Генеральний менеджер: Жульєн Брісбуа |